# Soběnov
Soběnov település Csehországban, a Český Krumlov-i járásban. Soběnov Slavče, Benešov nad Černou, Besednice és Kaplice településekkel határos. Lakosainak száma 367 fő (2024. január 1.).

## Népesség
A település lakosságának változását az alábbi diagram mutatja:
| Lakosok száma | 672  | 725  | 740  | 431  | 331  | 350  | 364  | 371  | 358  | 367  |
|               | 1869 | 1900 | 1921 | 1961 | 1980 | 2011 | 2016 | 2019 | 2021 | 2024 |